# (783) Nora
(783) Nora es un asteroide perteneciente al cinturón de asteroides descubierto el 18 de marzo de 1914 por Johann Palisa desde el observatorio de Viena, Austria.
Está posiblemente nombrado por la protagonista de la obra de teatro Casa de muñecas del escritor noruego Henrik Ibsen (1828-1906).